# Dichaetomyia leucorhina
Dichaetomyia leucorhina este o specie de muște din genul Dichaetomyia, familia Muscidae. A fost descrisă pentru prima dată de Jacques-Marie-Frangile Bigot în anul 1891. Conform Catalogue of Life specia Dichaetomyia leucorhina nu are subspecii cunoscute.